# 七去
七去（しちきょ）とは、妻を離婚できる事由とされた、下記の七つの事由のこと。七出（しちしゅつ）とも呼ばれる。『礼記』の「大戴礼」にあらわれ、日本では養老律令の戸令に「七出」に関する規定が設けられている。江戸時代に『女大学』などの書物によって一般化した。

## 七去・七出と三不去
『養老律令』戸令 七出条（28）には以下の7つの事情がある場合、妻を棄てることが許される規定が定められている。
1. 無子（子がいないこと）
2. 淫迭（淫乱の行動があること）
3. 不事舅姑（舅姑に仕えないこと）
4. 口舌（多言すること）
5. 盗竊（盗みを働くこと）
6. 妬忌（嫉妬をすること）
7. 悪疫（疫病にかかったこと）

また、七去・七出に合わせて「三不去」とも言われ、これは（七去・七出に該当しても）「離婚できない3つの事由」のことで、舅姑の喪に3年間服した、貧しい時に嫁いでのちに豊かになった（出世した）、すでに実家がなく帰る所がないの3つである。これは、戸令の七出条にも明記されている。
『万葉集』には越中守である大伴家持が、部下である尾張少咋が平城京にいる妻を捨てて現地で作った愛人を妻にしようとしているのを知ってこれを諫めるために作った長歌（「教喩史生尾張少咋歌」）が採録され、その中に「七出」「三不去」の語が登場する。
江戸時代になって、貝原益軒が81歳のときに記した『和俗童子訓』のその巻の五の「女子を教える法」に記載がある。
1. 舅に従わない（義父母に従わない、家訓に背く）
2. 無子(子供ができない。ただし、妾に子供がある場合はその限りでない。また子がなくても良妻であり義父母に気に入られ、良く仕えているならその限りではないともされている)
3. 淫乱(浮気、姦通など)
4. 嫉妬(家族を恨み、怒る場合)
5. 悪疾(家族に伝染するような疾患に罹患した場合。病気がちなのは理由とはならない)
6. 多言(男のようによく喋り、家の方針についてあれこれ口を挟む)
7. 窃盗(家の財産の使い込み、勝手な金銭の使用や持ち出し)

「女子を教える法」は後に『女大学』と名を替えて出版され、江戸時代から太平洋戦争戦前まで、女子教育のバイブルとして君臨した。「婦人に七去（しちきょ）とて、あしき事七あり。一にしてもあれば、夫より遂去（おいさ）らるる理（ことわり）なり。故に是（これ）を七去と云（いう）。是古（いにしえ）の法なり。女子にをしえきかすべし。一には父母にしたがはざるは去（さる）。二に子なければさる。三に淫なればさる。四に嫉（ねた）めばさる。五に悪疾（あしきやまい）あればさる。六に多言なればさる。七に竊盗（ぬすみ）すればさる」というがその該当部分である。
戦前には「七去三従」という言葉も使われた。「三従」とは、「生家では父に従い、嫁しては夫に従い、夫の死後は子供に従え」という教えであり、やはり儒教の教えと関係が深い言葉であり、一個人より「家」の方が大切なものと考えられていた。
離婚の際には三行半とも称される離別状が書かれた。